# Caserne Lambert
La caserne Lambert est une ancienne caserne d'infanterie de marine de l'île de La Réunion. Située à Saint-Denis, le chef-lieu, elle accueille désormais le poste de commandement des Forces armées de la zone sud de l'océan Indien.

## Situation

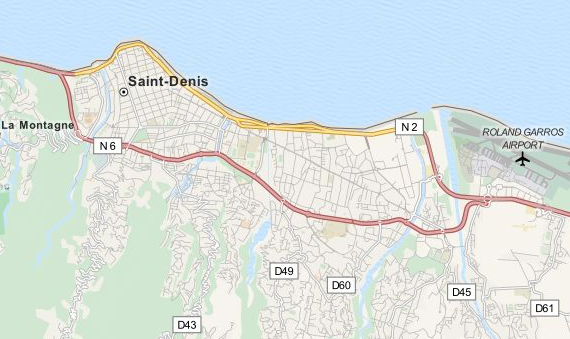
La caserne est à l'ouest de la ville, au carrefour des deux boulevards (en rouge/jaune).

La caserne est implantée sur un vaste terrain plat, dans l'ouest de Saint-Denis, dans le quartier dit de Petite île, proche du centre-ville. Bien qu'intégrée au tissu urbain, elle reste en bordure de ville car située entre un flanc de montagne, la rivière Saint-Denis et l'océan Indien. L'espace habité qui borde son aile sud est une zone pavillonnaire bâtie de cases créoles, mais en rénovation dans son ensemble.
Située à vol d'oiseau à 7,5 km de la Base aérienne 181, à 17 km de la base navale et à 48,8 km du cantonnement du 2e RPIMA, la caserne Lambert est très bien desservie par le réseau routier. En effet, en plus d'être positionnée au carrefour du Boulevard sud et du boulevard nord, elle est directement connectée à la Route de La Montagne (RD41).
Enfin, les militaires peuvent se rendre sur le site au moyen de la ligne 13 du réseau de bus Citalis ou par plusieurs lignes de Car Jaune venant de l'ouest.

## Histoire
La caserne Lambert a été construite par le génie militaire à côté d'un nouvel arsenal, à l'initiative du Gouverneur Bertrand-François Mahé de La Bourdonnais. La première pierre de la caserne a été posée le 4 avril 1846 par le contre-amiral Charles Louis Joseph Bazoche. Le chantier a duré quatre ans.
La caserne Lambert est inscrite sur la liste des monuments historiques depuis un arrêté du 3 avril 2007,.
En 1965, le 4e régiment du service militaire adapté (RSMA) est créé.
En 2009, le ministre de la défense, Hervé Morin, se rend à la caserne pour une réunion et une visite du RSMA.
En 2010 est formée la base de défense Réunion-Mayotte, aboutissement d'une réforme visant à une synergie inter-armées.
En 2011, on découvre un cimetière d'esclaves aux abords de la caserne.
En 2013, le site fut rendu accessible au public lors des Journées du patrimoine.
Les façades et toitures du bâtiment principal de la caserne avec les deux pavillons d'entrée font l'objet d'un classement au titre des monuments historiques par arrêté du 14 septembre 2023.

## Usage militaire
- Recrutement et information via le CIRFA
- Formation du 4e régiment du service militaire adapté
- Centre médical interarmées
- Centre de passage pour les Journées défense et citoyenneté
- Dépôt et entretien de matériel
- Poste de commandement du FASZOI
- Direction d'infrastructure de la Défense de Saint-Denis

## Infrastructure
Le bâtiment est en forme de U ; son corps principal fait 208 mètres. Construit en matériaux locaux, son architecture est de style néoclassique : on note la présence de nombreuses colonnes sur lesquelles reposent des voûtes en berceau, des frontons et des frises. La blancheur de l'édifice est parfois contrebalancée par des pierres de taille d'un ton brun-noir. L'ensemble est bordé d'un couloir entre la façade interne, les colonnes du rez-de-chaussée et le premier étage. La façade interne est ouverte de nombreuses fenêtres et portes donnant sur les pièces. Cette configuration, permettant une aération naturelle, la rend adaptée au climat tropical de La Réunion.
Outre le bâtiment principal, l'enceinte abrite plusieurs autres installations :
- un terrain de football ;
- un terrain multisupport ;
- une piscine ;
- un terrain de tennis ;
- plusieurs parkings ;
- des garages et entrepôts ;
- une antenne sur pylône.